# Anthocharis belia
Morocco Orange Tip (Anthocharis belia) là một loài bướm ngày thuộc họ Pieridae. Nó phân bố chủ yếu ở tây bắc châu Phi, đặc biệt là Maroc, Algérie và Tunisia, nhưng nó cũng được tìm thấy ở miền nam châu Âu (chủ yếu ở Tây Ban Nha, Bồ Đào Nha và miền nam Pháp).
Cánh trước dài 18–20 mm.

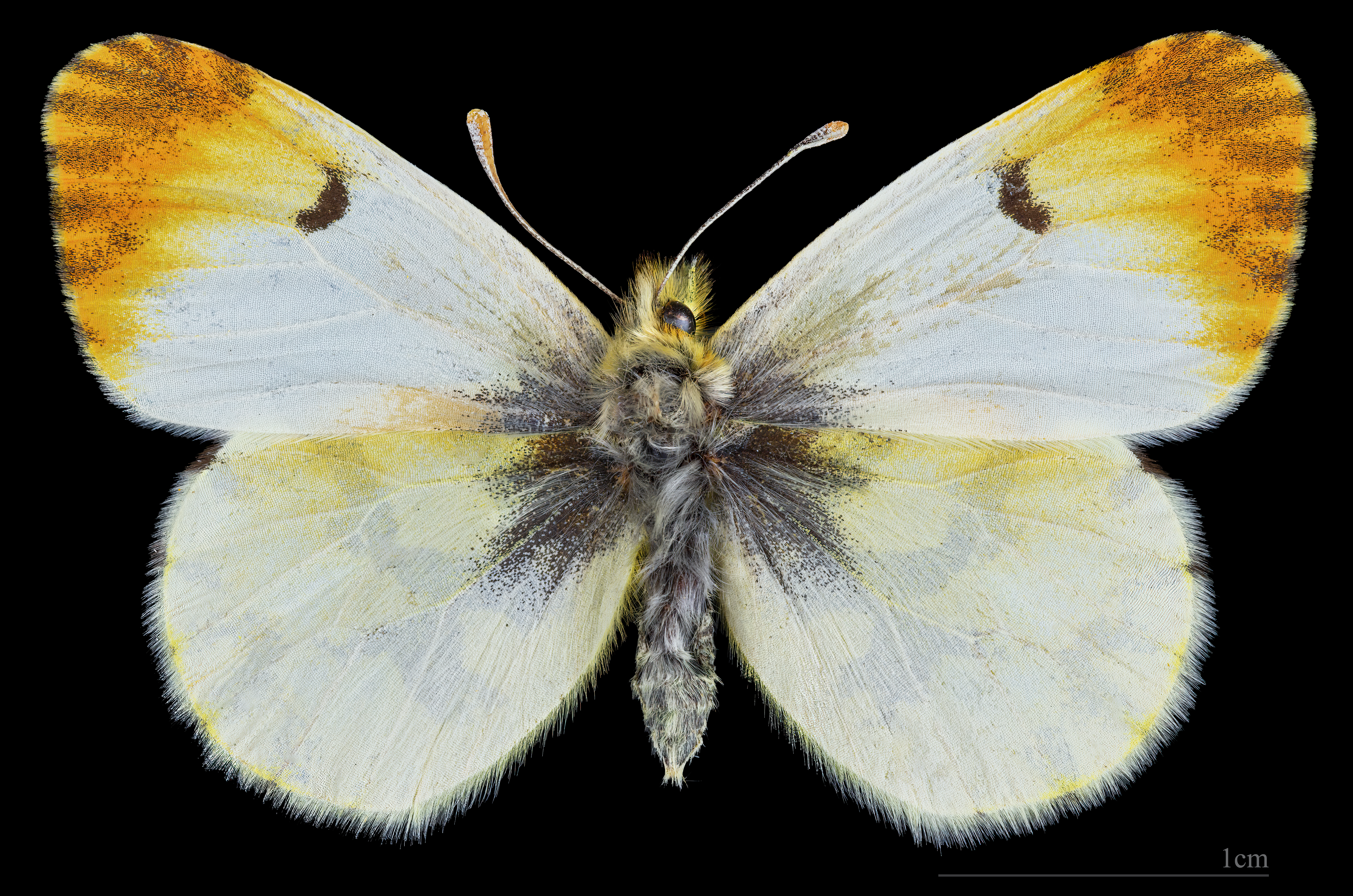
Anthocharis belia belia  ♀
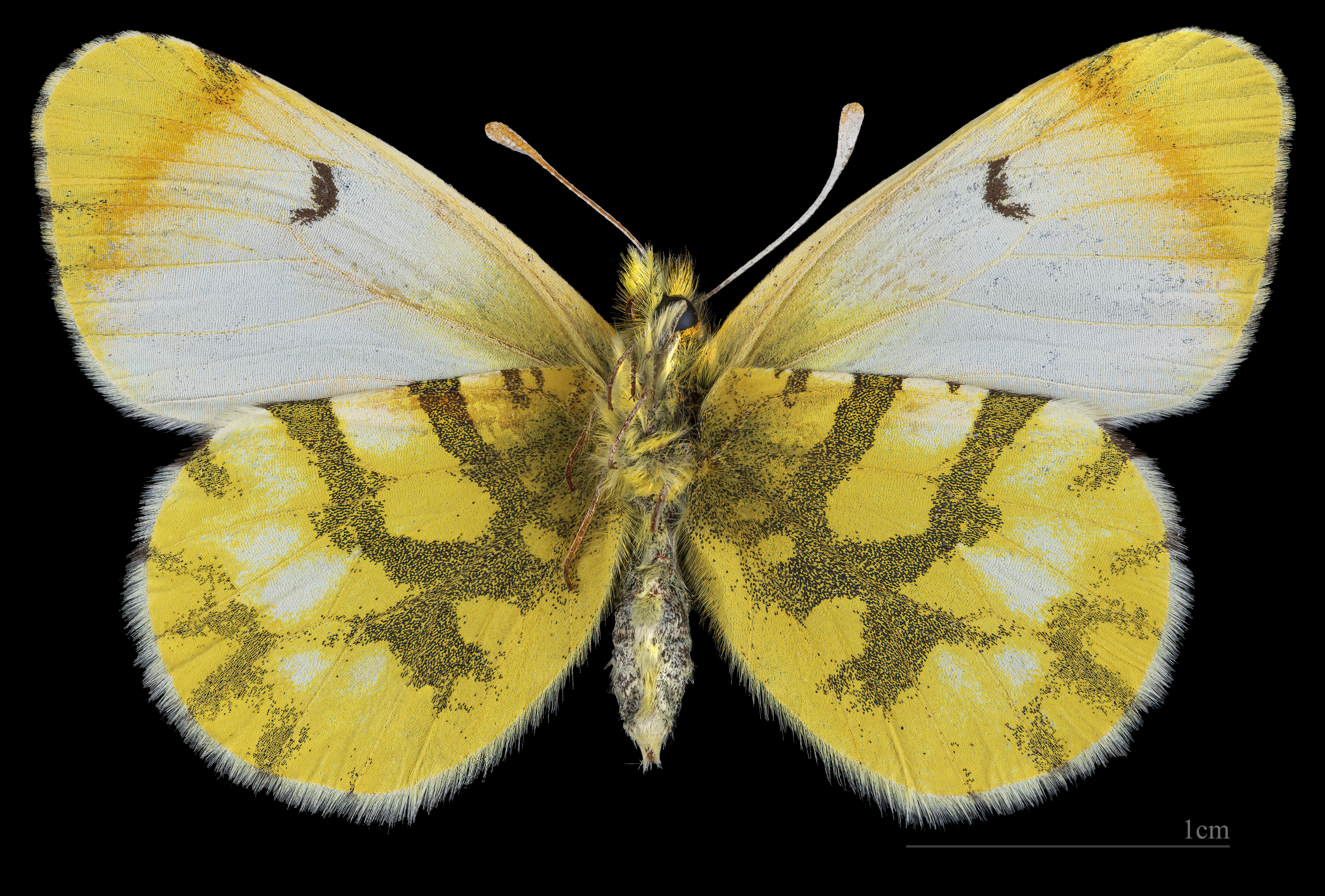
Anthocharis belia belia   ♀ △

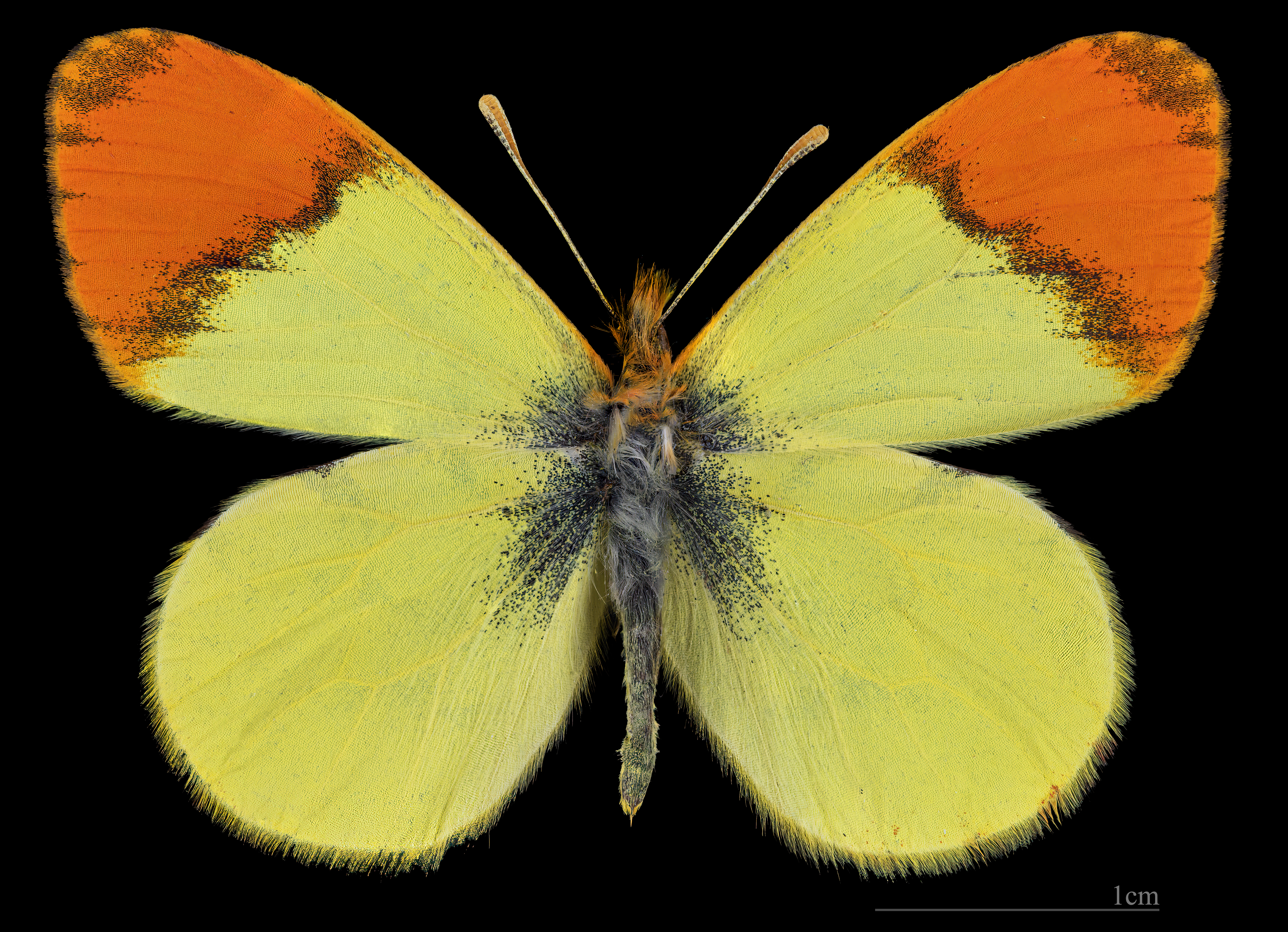
Anthocharis belia androgyne ♂
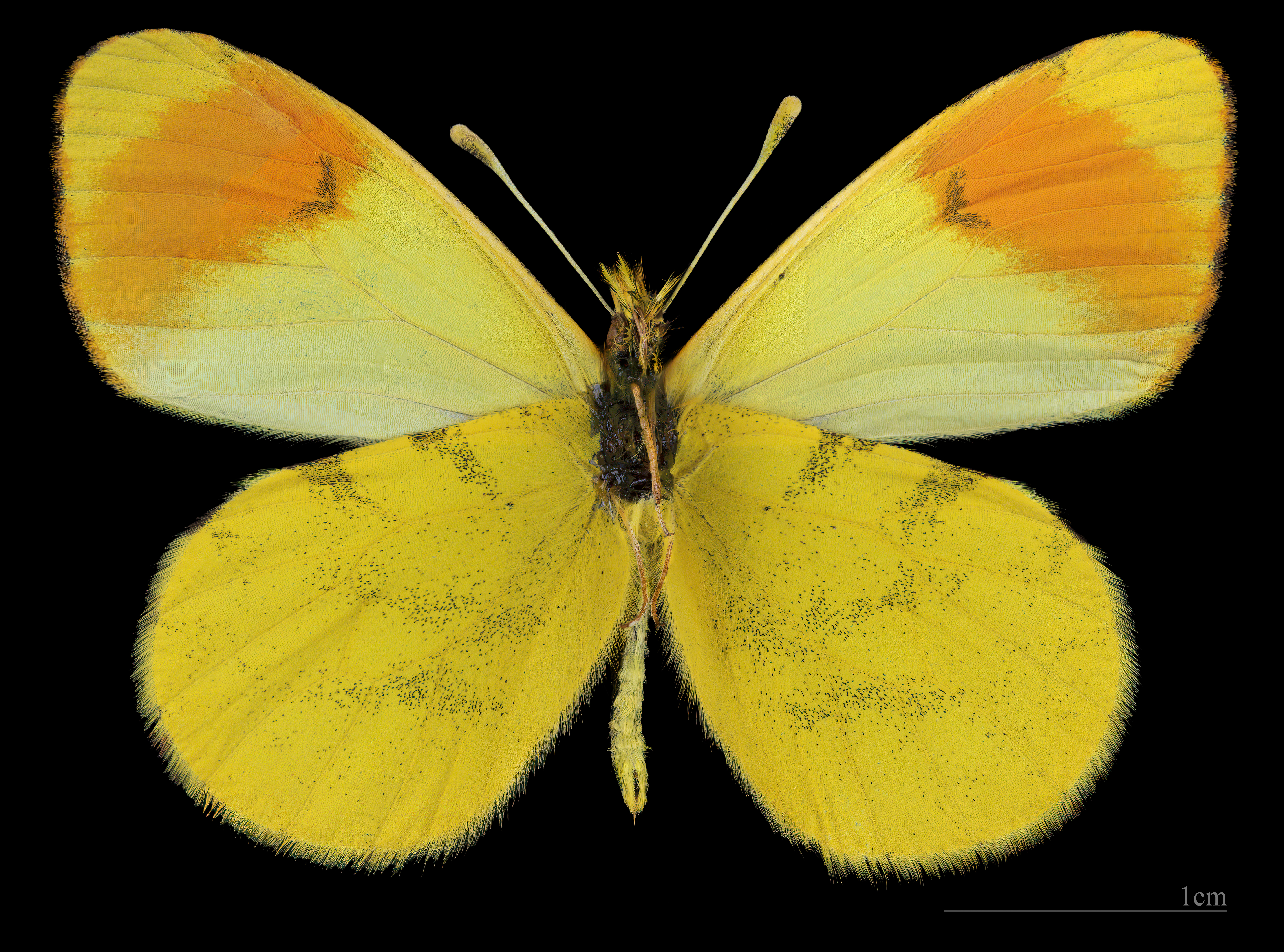
Anthocharis belia androgyne ♂ △
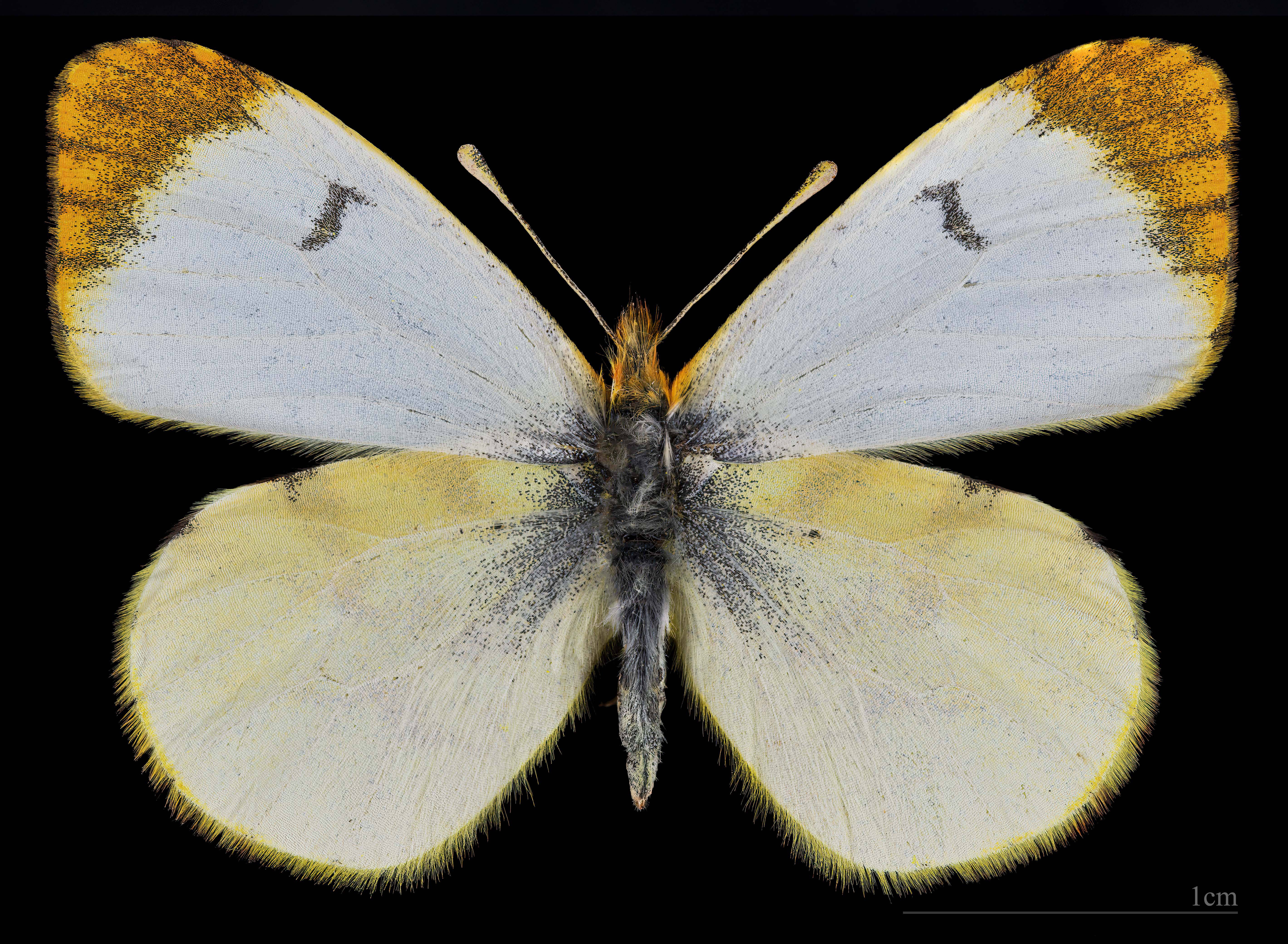
Anthocharis belia androgyne ♀
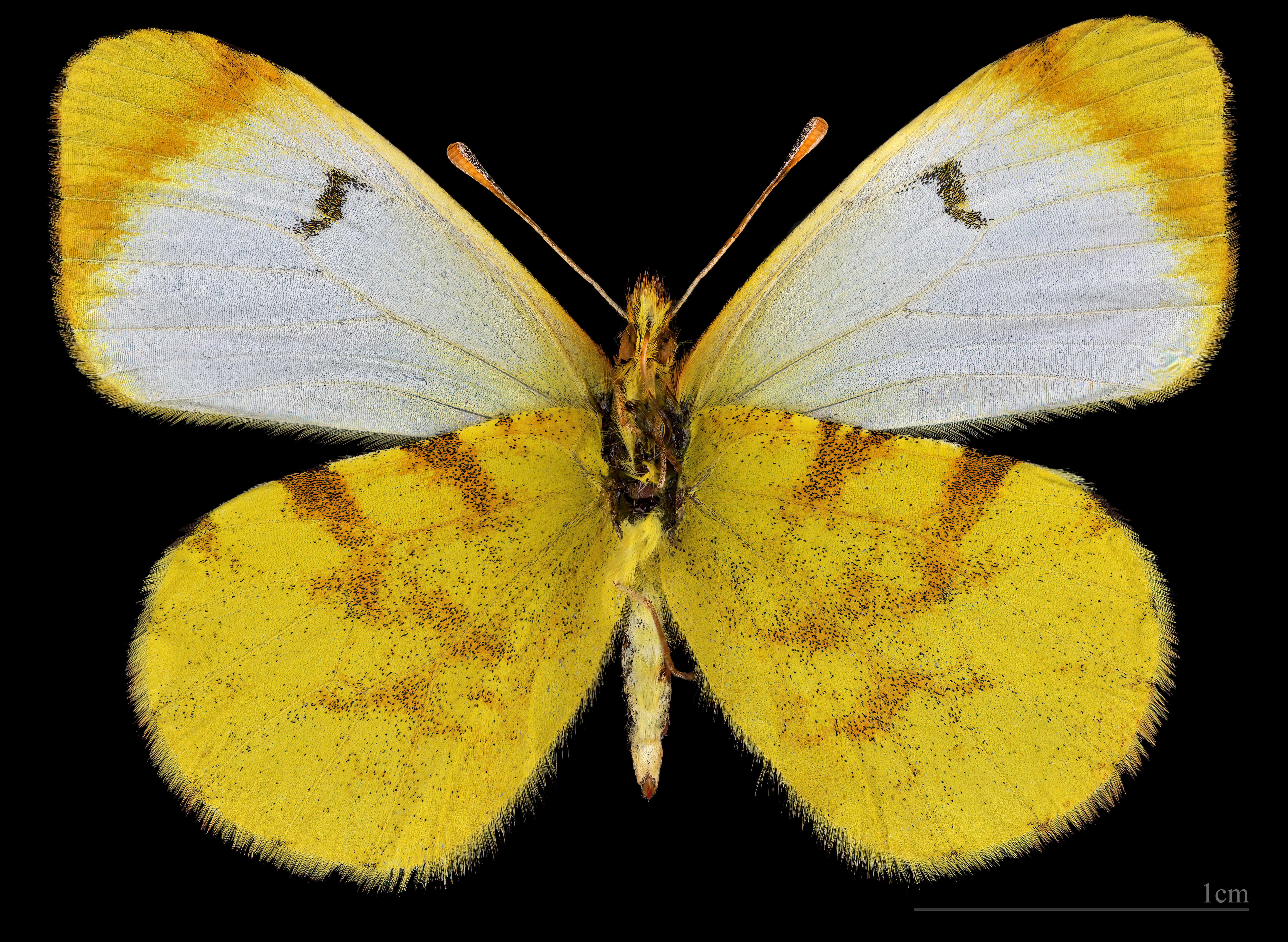
Anthocharis belia androgyne ♀ △

Ấu trùng ăn Biscutella laevigata và isybrium officinale.